# فور سیزنز هتل دنور
فور سیزنز هتل دنور (Four Seasons Hotel Denver) آسمان‌خراشی واقع در دنور کلرادو در ایالات متحده آمریکا است که در ۱۹ اکتبر ۲۰۱۰ ساختنش به پایان رسید. مساحت زیربنای آن ۷۱٬۲۰۹ متر مربع (۷۶۶٬۴۸۷ فوت مربع) و تعداد طبقاتش ۴۵ تاست. این آسمان‌خراش با ارتفاع ۱۷۲ متر (۵۶۵ فوت) چهارمین ساختمان از لحاظ ارتفاع در دنور است.